# Ранатра
Ранатра (лат. Ranatra) — род водных клопов из семейства водяных скорпионов (Nepidae). Отличается от обыкновенного водяного скорпиона (Nepa cinerea) удлинённым палочниковидным телом и захватами на передних конечностях, напоминающими передние конечности богомолов. Встречаются в спокойных реках или в озерах. Содержание в неволе затруднительно, разведение не проводилось.

## Распространение, представители
Представители рода распространены всесветно и насчитывают около 100 видов, большинство из которых приурочено к тропическим широтам. В Палеарктике три вида: Ranatra linearis, Ranatra chinensis и Ranatra unicolor.